# Titan III
Titan III ime je za obitelj potrošnih lansirnih vozila koje je razvila tvrtka Glenn L. Martin Company kao nastavak nadogradnje lansirnog vozila Titan II

### Svrha
Lansirno vozilo za ubacivanje satelita u zemljinu orbitu.

## Inačice
- Titan IIIA, 1965.
- Titan IIIB, 1966.
- Titan IIIC, 1971.
- Titan IIID, 1974.
- Titan IIIE, 1974.
- Titan 34D, 1982.
- Tržišni Titan III, 1989.

### Značajke
Titan III